# Cantril (Iowa)
Cantril est une ville du comté de Van Buren, en Iowa, aux États-Unis. Elle est incorporée le 4 juin 1874. 

## Source de la traduction
- (en) Cet article est partiellement ou en totalité issu de l’article de Wikipédia en anglais intitulé « Cantril, Iowa » (voir la liste des auteurs).